# Гордашевская, Иосафата
Иосафа́та Гордаше́вская (в миру — Михайли́на Гордашевская; 20 ноября 1869 Львов (в то время — Австро-Венгрия) — 7 апреля 1919, Кристинополь (ныне — Шептицький, Львовская область, Украина)) — блаженная греко-католической церкви, основательница католической женской конгрегации «Сестры Служительницы Пренепорочной Девы Марии».

## Биография
В 1887 году поступила в женский греко-католический монастырь, взяв себе имя Иосафата в честь святого Украинской греко-католической церкви Иосафата Кунцевича.
В 1892 году основывает женскую монашескую конгрегацию «Сёстры-служительницы Непорочной Девы Марии». В это же время заболевает туберкулёзом костей, но не оставляет формирование конгрегации, основывая новые монастыри и многочисленные религиозные учреждения, одновременно заботясь о больных и нуждающихся.

## Прославление
27 июня 2001 года римский папа Иоанн Павел II провозгласил её блаженной во время своего визита на Украину.